# Икономедиа
„Икономедиа“ АД е българска издателска група за бизнес медии.
„Икономедиа“ издава вестник „Капитал“, бизнес всекидневника „Капитал Daily“, новинарския сайт Дневник (2001), както и b2b и лицензни списания и списания за стил на живот.
Собственост е на Иво Прокопиев (51%) и Теодор Захов (49%). Теодор Захов взима акциите на Филип Харманджиев през 2010 г.

## Издания

### Вестници
- „Капитал“ e български седмичен бизнес вестник. Излиза от 1993 година.
- „Капитал Daily“ е бизнес всекидневник, наследник на вестниците „Дневник“ и „Пари“.

### b2bиздания
- HoReMag – Hotels and restaurants magazine
- Регал
- MD

### Стил на живот
- Бакхус

### Компютри
Собственост на „Икономедиа“ АД са изданията на ICT Media в областта на компютърните технологии:
- вестник Computerworld
- списание PC World
- списание CIO
- списание Digital World
- списание Network World

### Интернет
В портфолиото на компанията има над 20 уебсайта, между които разширените онлайн версии на вестниците „Дневник“ и „Капитал“ – www.capital.bg и www.dnevnik.bg, порталът за работа, обучение и човешки ресурси www.karieri.bg, www.odit.info – каталог, съдържащ закони, подзаконови нормативни актове и практически съвети в областта на счетоводството.
Заедно с АСИ ООД Икономедиа издава седмичник за строителната индустрия – „Строителство Градът“, както и списанията за бизнеса с недвижими имоти „Индекс Имоти“ и „Индекс Луксозни Имоти“.
Заедно с „Юкономикс“, Икономедиа издава списанията за ютилити бизнеса „Ютилитис“, „Фасилитис“ и „Maintenance Review“.

## История
- 1993 г. – създадена е „Агенция за инвестиционна информация“ ООД (АИИ), съдружници в която са Иво Прокопиев (първият главен редактор на вестника) и Филип Харманджиев (първият директор). Започва да излиза вестник „Капитал“, насочен към хората, които взимат решения.
- 1995 г. – вестник „Пари“ се появява за първи път и като онлайн издание.
- 2001 г. – Излиза първият брой на вестник „Дневник“.
- 2002 г. – АИИ подписва договор за сътрудничество с германската група за бизнес медии „Handelsblat“. Двете издателства обменят новини и информация. АИИ получава правото да използва ноу-хау по редакционните и технически въпроси, както и за рекламата, маркетинга и графичния дизайн.
- 2005 г. – изданията на АИИ стават част от семейството на Verlagsguppe Handelsblatt GmbH. Създадена е новата компания „Икономедиа“ АД, в която 50% са собственост на Verlagsguppe Handelsblatt и 50% на АИИ.
- 2006 г. – „Икономедиа“ АД купува „IDG България“ ЕООД. Българската група за бизнес медии става 100% собственик на компанията, която издава вестник Computerworld, списанията PC World, CIO, Digital World и Network World. Името на новата компания е ICT Media. Заедно с печатните издания на IDG България, Икономедиа става собственик на портала за нови технологии www.idg.bg.
- 2007 г. – Компанията закупува специализирания онлайн каталог за закони, подзаконови нормативни актове и практически съвети в областта на счетоводството www.odit.info. По-късно същата година Икономедиа става собственик на 60% от „София Ехо Медиа“, с което прибавя към портфолиото си две специализирани издания на английски език – седмичника „The Sofia Echo“ и месечното списание за недвижими имоти „PropertyWise“, както и на три уебсайта – www.sofiaecho.com, www.PropertywiseBulgaria.com и www.expatinbulgaria.com. В края на 2007 г. издателите от АИИ ООД изкупуват обратно 100% от акциите на компанията от Verlagsguppe Handelsblatt GmbH.
- 2010 г. – През август 2010 г. Филип Харманджиев продава своя дял от 49% от акциите на „Икономедия“ АД на Теодор Захов (създател на „Спектрум нет“ и председател на БАИТ). Участието на другия акционер Иво Прокопиев (51%) остава непроменено. [2] Това е втората голяма раздяла с акции на групата, след като между 2005 и 2007 година 50 процентов дял в нея има немското издателство Handelsblatt GmbH. [3]
- 2011 г. – През октомври 2011 г. „Икономедиа“ и Bonnier сключват сделка за стратегическо партньорство и вестник „Пари“ става част от портфолиото на „Икономедиа“. [4] Малко по-късно същият месец вестниците „Дневник“ и „Пари“ се сливат в ново издание на компанията – „Капитал Daily“. Новинарският портал www.Dnevnik.bg остава изцяло интернет проект на компанията, а съдържанието на новия вестник се публикува онлайн на сайта на „Капитал“ – www.capital.bg